# Йорам Бургаут
Йо́рам Лоре́нсо Ісмае́ль Бу́ргаут (нід. Yoram Lorenzo Ismaël Boerhout; нар. 5 квітня 2005) — нідерландський футболіст, нападник клубу «Феєнорд».

## Клубна кар'єра

### «Аякс»
Вихованець команди «Унікум», потім у 2014 році перейшов до системи «Геренвена». 2021 року приєднався до академії амстердамського «Аякса».
23 грудня 2023 року дебютував за резервну команду в матчі Еерстедивізі проти «Ейндговена», замінивши Девіда Колоко.
26 липня 2024 року продовжив контракт з клубом до літа 2025 року.

### «Феєнорд»
4 липня 2025 року на правах вільного агента приєднався до академії «Феєнорда», підписавши контракт до середини 2026 року.

## Кар'єра в збірній
Виступав за збірні Нідерландів до 15, до 17 і до 18 років.
В травні 2022 року в складі збірної до 17 років виступав на юнацькому чемпіонаті Європи в Ізраїлі. На турнірі провів шість матчів, відзначившись по голу проти збірних Польщі та Франції, а його команда дійшла до фіналу, де в підсумку поступилась французам.

## Статистика виступів
Станом на 9 травня 2025 
| Клуб              | Сезон             | Чемпіонат         | Чемпіонат | Чемпіонат | Кубок | Кубок | Єврокубки | Єврокубки | Інші  | Інші | Всього | Всього |
| Клуб              | Сезон             | Дивізіон          | Матчі     | Голи      | Матчі | Голи  | Матчі     | Голи      | Матчі | Голи | Матчі  | Голи   |
| ----------------- | ----------------- | ----------------- | --------- | --------- | ----- | ----- | --------- | --------- | ----- | ---- | ------ | ------ |
| Йонг Аякс         | 2023–24           | Еерстедивізі      | 8         | 0         | —     | —     | —         | —         | —     | —    | 8      | 0      |
| Йонг Аякс         | 2024–25           | Еерстедивізі      | 13        | 0         | —     | —     | —         | —         | —     | —    | 13     | 0      |
| Йонг Аякс         | Всього            | Всього            | 21        | 0         | 0     | 0     | 0         | 0         | 0     | 0    | 21     | 0      |
| Феєнорд           | 2025–26           | Ередивізі         | 0         | 0         | 0     | 0     | 0         | 0         | 0     | 0    | 0      | 0      |
| Всього за кар'єру | Всього за кар'єру | Всього за кар'єру | 21        | 0         | 0     | 0     | 0         | 0         | 0     | 0    | 21     | 0      |